# 元内容框架
元内容框架（MCF, Meta Content Framework），是针对结构化web站点元数据，以及其它数据所使用的一种格式化规范。于1995年至1997年间由苹果電腦的拉馬納坦·V·古哈（Ramanathan V. Guha）开发。当研究项目被停止，Guha离开了苹果電腦，改投网景（Netscape）门下。在那里，他将MCF改用XML，并创建了第一版的资源描述框架（RDF）。 
使用MCF的一个范例也是Guha在苹果電腦时开发的一个名为HotSauce的项目。它基于MCF描述，为一个web站点的表格和内容创建可视化的3D视图。